# تل صادق‌آباد
تل صادق آباد مربوط به دوران‌های تاریخی پس از اسلام است و در شهرستان فسا، دهستان جنگل، روستای مقابری واقع شده و این اثر در تاریخ ۲۳ بهمن ۱۳۸۰ با شمارهٔ ثبت ۴۷۳۰ به‌عنوان یکی از آثار ملی ایران به ثبت رسیده است.